# Sergei Wassiljewitsch Trubezkoi

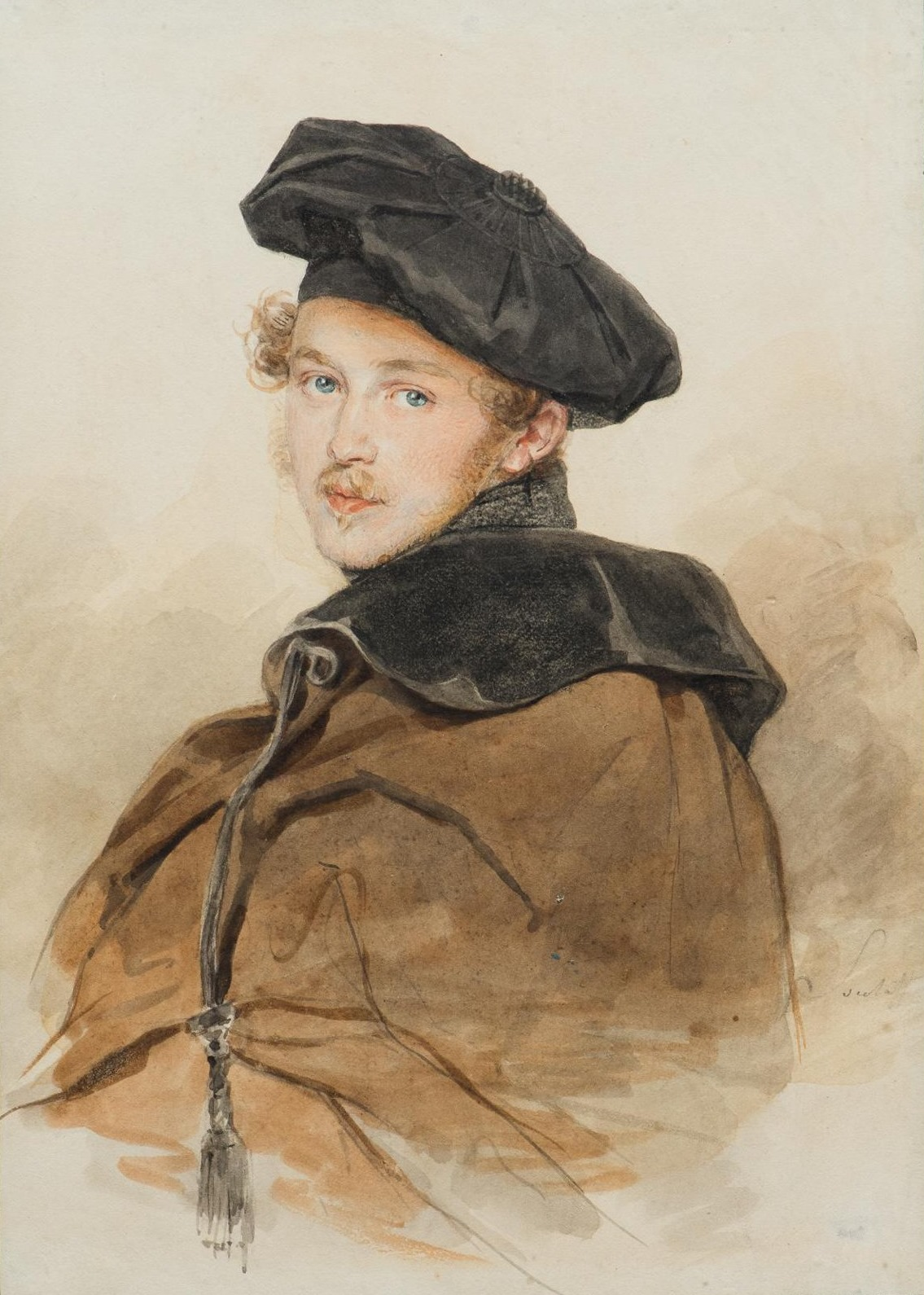
Sergei Wassiljewitsch Trubezkoi, um 1835 porträtiert von Pjotr Fjodorowitsch Sokolow

Fürst Sergei Wassiljewitsch Trubezkoi (russisch Сергей Васильевич Трубецкой Sergej Vasil’evič Trubeckoj; * 1815; † 19. April 1859) war ein russischer Stabskapitän.

## Herkunft
Trubezkois Vater Fürst Wassili Sergejewitsch Trubezkoi (1776–1841) war Generaladjutant, General der Kavallerie und Senator. Die Mutter, Fürstin Sofja Andrejewna Trubezkaja, geborene Weiß (1796–1848), war die Tochter eines einfachen Wilnaer Polizeimeisters. Der Bruder Alexander (1813–1889) wurde Generalmajor und Günstling der russischen Kaiserin Alexandra Fjodorowna. Die Schwester Maria (1819–1895) wurde Hofdame und galt als bekannte Schönheit.

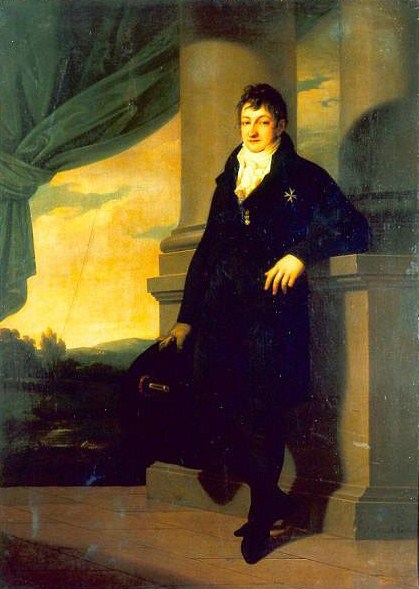
Vater anno 1804
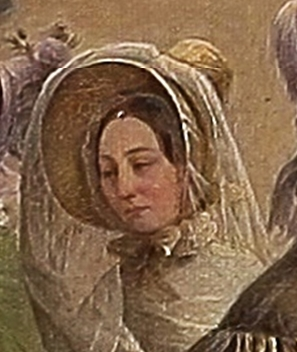
Mutter anno 1837
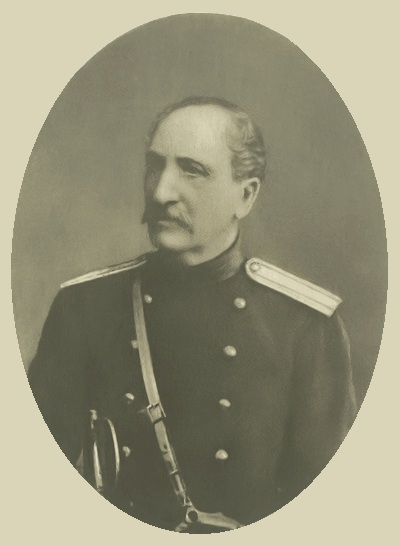
Bruder Alexander um 1875
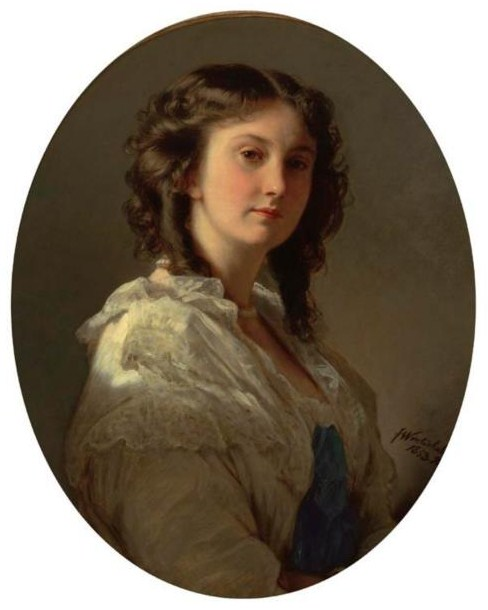
Schwester Maria anno 1853

## Leben
Im Knabenalter Kammerpage, wurde Sergei am 5. September 1833 Kornett im Kaiserlichen Kavallerie-Leibgarderegiment. Wegen mehrerer Streiche diszipliniert, nach Grodno versetzt, später in Petersburg sogar für seine Dummheiten inhaftiert, wurde er 1835 nach Südrussland zu General Graf Iwan Ossipowitsch von Witt (1781–1840) gegeben. 1836 bei von Witt zum Leutnant befördert, kam er 1837 – wiederum als Kornett – zum Leibgarderegiment zurück.
Die Disziplinierung durch den Zaren folgte Ende des Jahres 1837. Sergei Trubezkoi wurde von Nikolaus I. mit dessen schwangerer Mätresse Jekaterina Petrowna Mussina-Puschkina (1816–1897) zwangsverheiratet. Die Ehe scheiterte bereits 1838 nach Geburt der Tochter Sofja Sergejewna Trubezkaja (1838–1898). Das Aufbegehren gegen Nikolaus I. bekam dem Ehemann wider Willen schlecht: Wegen seiner Mitgliedschaft im Kreis der Sechzehn russisch Кружок шестнадцати – einer Gruppe oppositioneller junger Petersburger Edelleute, zu der auch Pjotr Walujew, Iwan Gagarin russisch Иван Сергеевич Гагарин (1814–1882), Boris Golizyn russisch Борис Дмитриевич Голицын (1819–1887), Michail Lermontow, Fjodor Paskewitsch russisch Фёдор Иванович Паскевич (1823–1903) und Andrei Schuwalow russisch Андрей Павлович Шувалов (1817–1876) gehörten – wurde Sergei Trubezkoi Ende 1839 in den Kaukasus geschickt und musste in einem Regiment der Grebensker Kosaken russisch Гребенские казаки dienen. Gemeinsam mit Lermontow nahm er am 23. Juli 1840 an der Schlacht am Fluss Walerik englisch Battle of the Valerik River (30 Kilometer südwestlich von Grosny) teil. Sergei Trubezkoi wurde verwundet. Eine Kugel hatte seine Brust getroffen. Nikolaus I. ließ die Namen der beiden Kämpfer von der Liste der Auszeichnungen streichen. Im Februar 1841 in Petersburg auf Heimaturlaub, verfügte der Zar Hausarrest. Sergei Trubezkoi war an das Sterbebett seines Vaters geeilt und hatte sich über Formalitäten hinweggesetzt. Nikolaus I. schickte Sergei Trubezkoi im April 1841 zurück in den Kaukasus. Am 27. Juli sekundierte Sergei im letzten Duell Lermontows gegen Nikolai Martynow russisch Николай Соломонович Мартынов (1815–1875). Im darauffolgenden Prozess verschwiegen Michail Glebow russisch Михаил Павлович Глебов (1819–1847) und Alexander Wassiltschikow russisch Александр Илларионович Васильчиков (1818–1881) seine Teilnahme an der Ehrenstreitigkeit. Am 18. März 1843 wurde Sergei Trubezkoi krankheitshalber als Stabskapitän aus dem Militärdienst entlassen.
1851 wurde er bei dem Versuch, Lawinija Schadimirowskaja russisch Лавиния Жадимировская, die schöne junge Frau eines Kommerzienrates, ins Ausland zu entführen, in Tiflis gefasst und in das Petersburger Alexei-Ravelin verbracht. Lawinija hatte ihren Mann bereits vor der Ehe gehasst. Zu Sergei Trubezkois Unglück hatte der Schürzenjäger Nikolaus I. vor der Entführung von der überaus reizenden verheirateten Frau Lawinija einen Korb bekommen. Ein Militärgericht sprach Sergei Trubezkoi den Fürstentitel ab und steckte ihn in ein Orenburger Linienbataillon. Der Verurteilte kannte Lawinija bereits aus ihren Kindertagen. Sie hielt treu zu ihm. Als Sergei Trubezkoi 1855 als Fähnrich aus dem Militärdienst entlassen wurde, soll sie ihm in sein Dorf Sapun russisch Сапун in den Landkreis Murom (Gouvernement Wladimir) gefolgt sein. Nach dem Tode des Fürsten habe Lawinija Schadimirowskaja das Anwesen in Sapun sofort verlassen.

## Familie

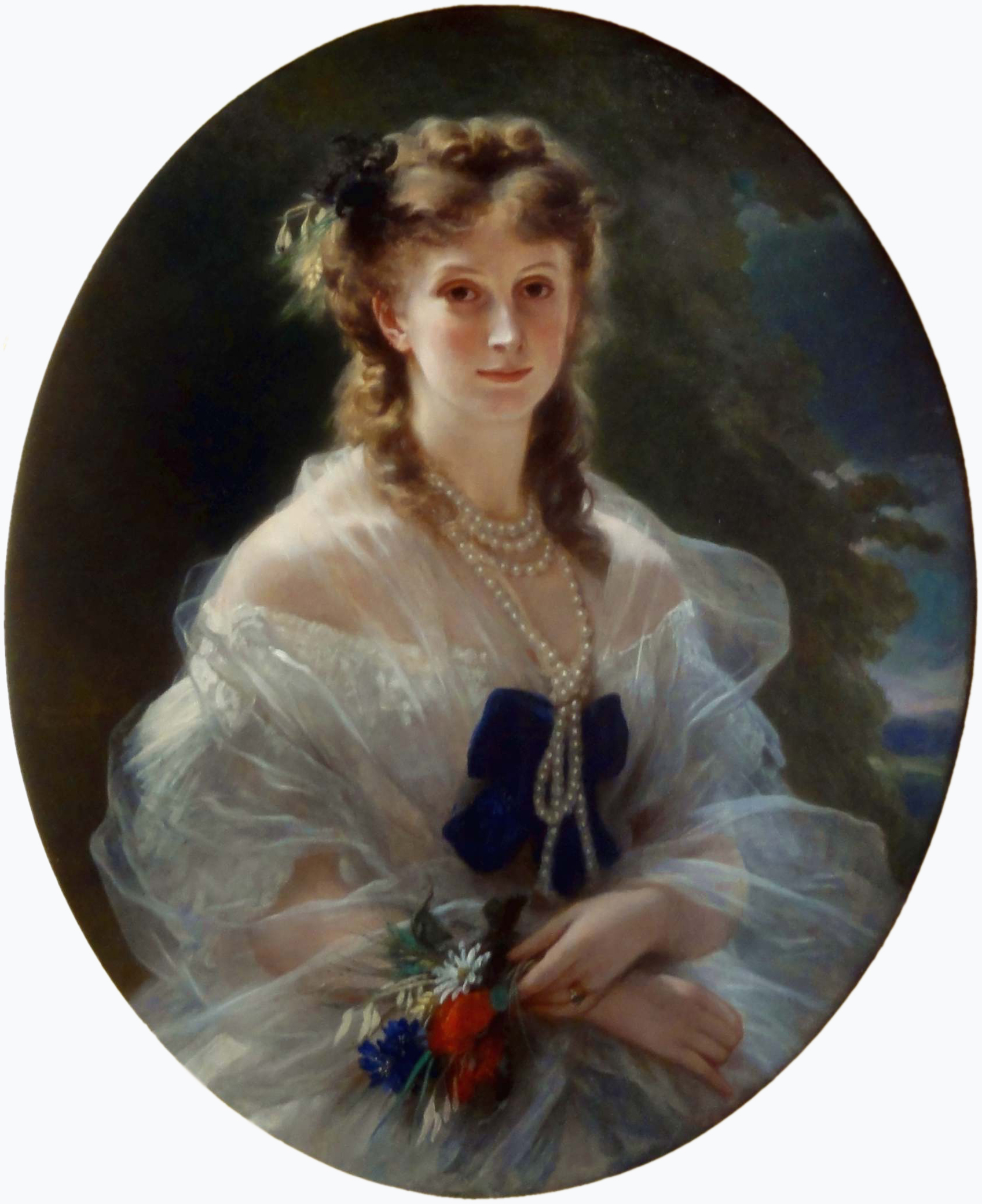
Sofia de Mrony, geborene Trubezkoi

Trubezkoi war mit Ekaterina Petrowna Mussina-Pushkina (1816–1897) verheiratet. Sie hatten eine Tochter Sofia (1838–1898). Unsicher ist, ob er oder Zar Nikolaus I ihr leiblicher Vater war. Sofia heiratete in Sankt Petersburg den französischen Sondergesandten Charles de Morny, einen Halbbruder von Napoleon III.

## Rezeption
- Bulat Okudschawa nahm 1980 die Liebesgeschichte von Sergei und Lawinija als Ausgangspunkt für seinen Roman Die Reise der Dilettanten.